# Kamerun-Galago
Der Kamerun-Galago (Sciurocheirus cameronensis, Syn.: Galago cameronensis) ist eine Primatenart aus der Familie der Galagos (Galagonidae).
Er gilt seit einigen Jahren als eine vom Allen-Galago eigenständige Art. Zusammen mit diesem und dem Gabun-Galago bildet er die Gattung der Eichhörnchen-Galagos (Sciurocheirus).

## Merkmale
Kamerun-Galagos zählen mit einer Kopfrumpflänge von 15 bis 24 Zentimetern, einer Schwanzlänge von rund 23 Zentimetern und einem Gewicht von 200 bis 300 Gramm zu den mittelgroßen Vertretern der Galagos. Der lange Schwanz ist buschig, die Hinterbeine sind verlängert. Ihr Fell ist an der Oberseite dunkelbraun gefärbt, der Bauch ist hellgrau. Die Ohren sind groß und unbehaart, die Augen sind als Anpassung an die nachtaktive Lebensweise vergrößert und von dunklen Ringen umgeben, die Schnauze ist zugespitzt.

## Verbreitung und Lebensraum
Kamerun-Galagos sind im mittleren Afrika beheimatet. Ihr Verbreitungsgebiet umfasst das südöstliche Nigeria (östlich des Niger) und das westliche Kamerun – hier bildet der Sanaga die Südostgrenze. Lebensraum dieser Art sind tropische Wälder, wobei sie sowohl in Primär- als auch in Sekundärwäldern vorkommen können.

## Lebensweise
Diese Primaten sind wie alle Galagos nachtaktiv. Tagsüber schlafen sie in Baumhöhlen oder Blätternestern, in der Nacht begeben sie sich auf Nahrungssuche. Dabei halten sie sich auf niedrigen, vertikalen Ästen auf und kommen auch häufig auf den Boden. Ihre Fortbewegungsweise sind wie bei allen Eichhörnchengalagos froschähnliche Sprünge, wobei sie – was für Primaten untypisch ist – mit den Händen und nicht mit den Füßen voran landen.
Sie leben einzelgängerisch, wenngleich manchmal mehrere Weibchen mit ihren Jungen sich einen Schlafplatz teilen. Die Männchen sind aggressiver gegenüber anderen Männchen und verteidigen ihre Reviere, die aber mit denen mehrere Weibchen überlappen können. Die Streifgebiete sind mit bis zu 50 Hektar relativ groß.
Die Nahrung besteht vorwiegend aus Früchten und in kleinerem Ausmaß aus Insekten. Einmal pro Jahr bringt das Weibchen nach einer rund 130-tägigen Tragzeit meist ein einzelnes Jungtier zur Welt.

## Bedrohung
Zwar haben Kamerun-Galagos ein relativ kleines Verbreitungsgebiet, allerdings sind sie nicht sehr wählerisch in Bezug auf ihren Lebensraum und werden auch nicht bejagt. Die IUCN listet sie als „nicht gefährdet“ (least concern).
In Europa wird die Art nicht mehr gehalten, ehemalige Halter sind Paris und London.